# OS-tan

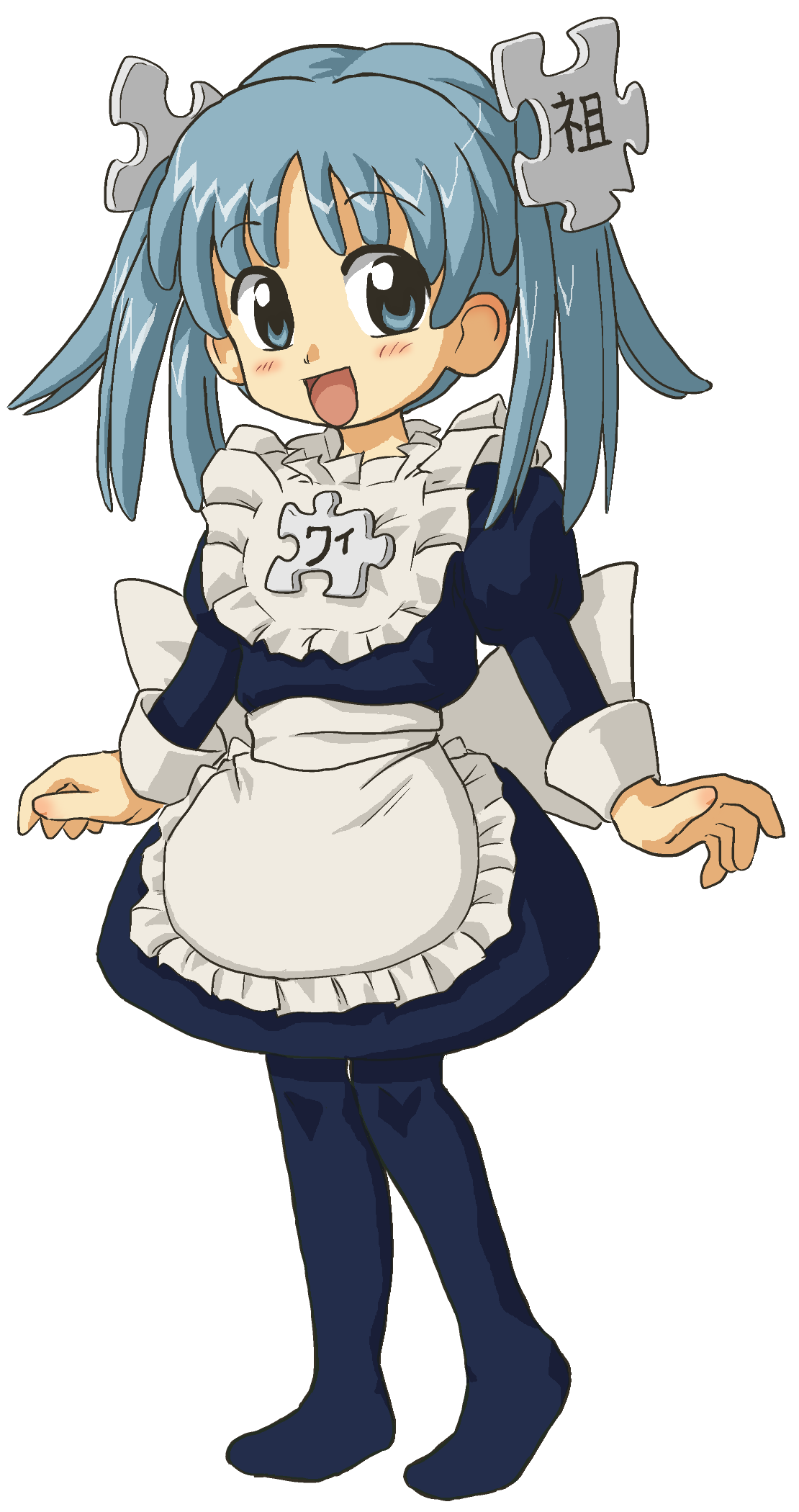
Wikipe-tan, la personnification de Wikipédia

Les OS-tans (ou OS Girls), de l’anglais OS (operating system) et du suffixe japonais « -tan » (たん) (argot de « -chan » (ちゃん)), est un phénomène apparu sur Futaba Channel (2chan). Les OS-tans sont les personnifications moe des différents OS sous forme de jeunes filles par divers artistes japonais amateurs. À l’image du marché des systèmes d'exploitation grand public, la famille des sœurs Windows est majoritairement représentée. Il est remarquable que leurs représentations sont généralement conformes d’un dessinateur à un autre.
Sur les forums de Futaba, le suffixe «-tan » est de temps en temps apposé à un nom afin de désigner toute sorte de personnification comme Wii-tan ou Wikipe-tan.

## Origine
On rapporte que le concept des OS-tans a commencé par la personnification d’une perception commune de Windows Me : instable et enclin à de fréquents plantages. Les discussions sur Futaba Channel amenèrent alors au stéréotype d’une fille agitée et pénible. Avec la création de Me-tan le 6 août 2003, la personnification s’est ensuite étendue à d’autres OS.

## Présence sur la Toile

### Galeries d’images
Une galerie d’images est disponible sur internet et quelques bandes dessinées sont traduites en anglais par des lecteurs sur 4chan et idlechan. Il reste encore certaines bandes dessinées non traduites, ainsi de nouvelles traductions ou des corrections des précédentes y sont toujours les bienvenues.
Une galerie d’avatars basés sur les personnages d’OS-tan créée par des membres des forums de Megatokyo, est également disponible sur internet.

### Représentations courantes
Ceci est une liste indicative des représentations les plus courantes.
- Windows 7 : Fillette aux cheveux et aux yeux bleus avec une barrette qui représente le logo de Windows, mais en une sorte de fleur. Son nom est Madobe Nanami. Elle est accompagnée par un petit chat noir. Il s’agit de la première représentation officielle par Microsoft d’un Windows sous forme d’une OS-tan.
- Vista/longhorn : Fillette aux cheveux argentés, elle passe son temps à martyriser 98SE et 98. Seul XP arrive à la maîtriser. Parfois représentée en tant que métisse.
- XP Home : Celle qui a les plus gros seins (RAM). Cheveux gris foncé et yeux bleus. La seule que Vista respecte avec 95.
- XP Pro : Des seins un peu moins gros que ceux de sa sœur Home. Cheveux et yeux verts, lunettes, souvent habillée en tenue de soubrette (ou en tenue de travail)
- 2K/2000 : Plus petits seins que XP Pro, cheveux et yeux bleus, elle a aussi des lunettes. Sa tenue est composée d’un maillot scolaire japonais.
- 98SE : Genre loli et presque sans poitrine, elle a les cheveux et les yeux bleus.
- 98 : La sœur de 98SE elle a à peine plus de seins qu’elle et a les cheveux et les yeux violets/bleu foncé.
- 95 : Un peu dans le genre grande sœur, elle a une poitrine digne de ce nom[Quoi ?], les cheveux et yeux marron, elle porte de petites lunettes rondes. Parfois elle est équipée d’un katana et d’un kimono
- CE : Cheveux roses et yeux bleus, elle a chapeau en forme d’hub. Elle est très amie avec USB.
- ME : Elle a les cheveux verts et les yeux bleus, elle porte un pendentif, c’est un triangle bleu avec un point d’exclamation (référence à la page erreur fatale très connue)
- NT : cheveux bleus/pourpres, yeux de même couleur. Elle a des seins aussi gros que ceux de XP Pro
- Linux : Linux est le seul os-tan non humain représenté par un manchot gigantesque avec une barbe et un casque (existe aussi en OS féminisé, ses habits sont des références aux programmes connus sous linux). Les différentes distributions sont quant à elle trop nombreuses pour être détaillées ici. Particularité notable, Ubuntu ressemble à une Africaine (origine de son nom), de toutes les OS-tan c’est la seule à avoir la peau noire.

On peut noter que des artistes personnifient presque tout type de matériel : 
l'USB (une fée avec une queue et une prise USB à son bout), des consoles de jeu comme la Nintendo Wii (fillette avec des cheveux blancs), les PlayStation, PS2, PS3 (trois sœurs aux cheveux noirs), ou les Xbox et Xbox 360. En somme, tout matériel ou logiciel informatique peut-être représenté.

### Anime
Une animation Flash présente un générique d’introduction possible pour un hypothétique mais improbable anime : Troubled Windows (とらぶる．ういんどうず). En partie interactif, différents visuels peuvent être provoqués selon les endroits cliqués.
Un fansub anglais de celui-ci a été réalisé sous la forme d’un fichier vidéo classique. Il n’est donc pas interactif comme l’original.
La musique utilisée est Sakuranbo Kiss (さくらんぼキッス ～爆発だも～ん～) de Kotoko, qui fut à l’origine le thème d’ouverture d’un jeu de charme connu sous le nom de Colorful Kiss (カラフルキッス～１２コの胸キュン！～), édité par GIGA.
Il existe aussi un thème de fermeture nommé OS-Pittan dont la musique est Futari no Xenopittan (ふたりのぜのぴったん), remix de Futari no Mojipittan. Elle est tirée du « word puzzle game » Mojipittan sur PlayStation 2 (« moji » signifiant « mot » en japonais). Cette chanson a été réalisée spécialement pour cette adaptation de l’univers de Xenosaga, un autre jeu PS2, au principe de Mojipittan. Elle se trouve sur un disque promotionnel de Xenosaga, et peut être entendue à la fin d’un medley. Elle est interprétée par la seiyuu Ai Maeda (voix de Shion Uzuki dans Xenosaga), Mariko Suzuki (voix de KOS-MOS dans le même jeu), et Rumi Shishido (voix de Momo dans le même jeu).
Bill Gates est mentionné parodiquement aux environs de la cinquantième seconde en tant que producteur de cet hypothétique anime.

## Galerie

Mac OS X Leopard-tan
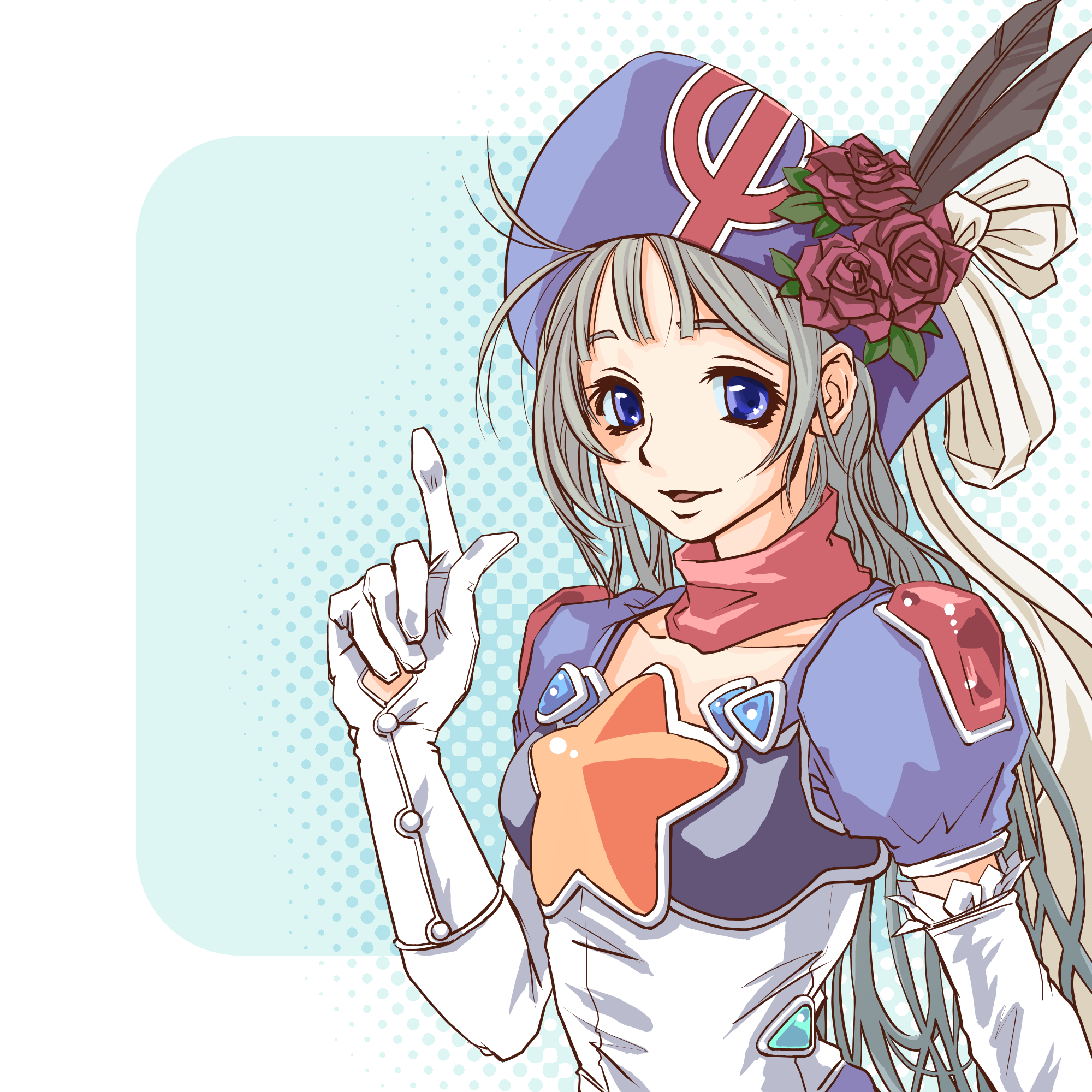
Opera-tan, la personnification de Opera